# Too Many Losing Heroines!
Too Many Losing Heroines! (яп. 負けヒロインが多すぎる！, Make Hiroin ga Ōsugiru!, Забагато програвших героїнь!), також відома як Makeine (яп. マケイン), — серія ранобе, написана Такібі Амаморі та проілюстрована Імігімуру. Історія розгортається в місті Тойохасі, префектура Айті, звідки родом Амаморі. Сюжет оповідає про старшокласника, який взаємодіє з кількома дівчатами, що пережили розбите серце після відмови від своїх коханих. Публікація ранобе розпочалася під імпринтом Gagaga Bunko видавництва Shogakukan у липні 2021 року.
Манґа-адаптація, проілюстрована Ітачі, почала серіалізацію на сайті Ura Sunday та в застосунку MangaOne від Shogakukan у квітні 2022 року.
Аніме-серіал, створений студією A-1 Pictures, транслювався з липня по вересень 2024 року. Анонсовано другий сезон.

## Сюжет
Кадзухіко Нукумідзу, який сам себе називає «фоновим персонажем», випадково стає свідком того, як Анна Янамі — популярна дівчина з його класу — отримує відмову від свого друга дитинства. Він називає її «програвшою героїнею» і невдовзі виявляється втягнутим у стосунки з Анною та іншими подібними дівчатами.

## Персонажі

### Головні
Кадзухіко Нукумідзу (яп. 温水 和彦, Nukumizu Kazuhiko)
Сейю: Удзава Сьотаро (аудіокнига), Умеда Суічіро (аніме)
Головний герой серії. Сором'язливий першокурсник старшої школи з аналітичним складом розуму, а також отаку, який любить читати ранобе. Зазвичай не любить спілкуватися і схильний бути на самоті, але все ж може дати гарну пораду оточуючим. Він стає свідком того, як різним героїням історії відмовляють їхні обранці, і вирішує емоційно підтримувати їх та допомагати їм рухатися далі — хоча іноді їхні витівки страшенно дратують його. У міру розвитку сюжету Нукумідзу починає більше відкриватися та спілкуватися завдяки часу, проведеному з дівчатами, і вперше в житті починає зав'язувати справжні дружні стосунки. Має пристрасть до водопровідної води та її якості, це хобі він розділяє з Чікою.
Анна Янамі (яп. 八奈見 杏菜, Yanami Anna)
Сейю: Хоннідзумі Ріна (аудіокнига), Тоно Хікару (аніме)
Одна з «програвших героїнь». Популярна дівчина в класі Кадзухіко з яскравим блакитним волоссям, життєрадісною та чарівною особистістю, і близька подруга Лемен. Хоча вона відома своєю привабливою зовнішністю і часто є об'єктом залицянь багатьох інших хлопців, вона давно закохана у свого друга дитинства Сосуке Хакамаду, який ніколи не відповідав їй взаємністю, а натомість почав зустрічатися з її суперницею Карен Хімемією, що викликає у неї розчарування та внутрішні ревнощі. Вона ненажерлива і часто їсть, хоча завжди вдається підтримувати здорову та струнку фігуру. Хоча її витівки, як правило, дратують Нукумідзу, вона щиро піклується про нього.
Лемен Якішіо (яп. 焼塩 檸檬, Yakishio Remon)
Сейю: Макі Ямаічі (аудіокнига), Вакаяма Сіон (аніме)
Одна з «програвших героїнь» та однокласниця Кадзухіко. Вона є асом клубу легкої атлетики і як і Янамі, також популярна. Вона також закохана у свого друга дитинства Міцукі Аяно, який вже має дівчину на ім'я Чіхая Асагумо. Спочатку вона відчуває розчарування, що Міцукі не бачить її так само, як бачить Чіхаю, але пізніше з'ясовується, що Міцукі також відчував до неї романтичні почуття, коли вони були молодшими. Це допомагає Лемен змиритися зі своїм розбитим серцем і рухатися далі по життю, залишаючись при цьому добрими друзями з Міцукі та Чіхаєю.
Чіка Комарі (яп. 小鞠 知花, Komari Chika)
Сейю: Сібата Мей (аудіокнига), Терасава Момока (аніме)
Одна з «програвших героїнь» та однокласниця Кадзухіко. Член літературного клубу, вона сором'язлива і їй важко розмовляти з іншими. Вона давно закохана в Шінтаро Тамакі, який залишався повністю байдужим через те, що вона не могла зізнатися раніше, приховуючи почуття до Кото. Незважаючи на те, що Шінтаро не відповів їй взаємністю, вона все ще в добрих стосунках з ним і Кото. Одна з її помітних рис полягає в тому, що вона схильна затинатися, розмовляючи з незнайомцями.

### Старша школа Цувабукі

#### Учні
Кото Цукінокі (яп. 月之木 古都, Tsukinoki Koto)
Сейю: Кеакі Ватанабе (аудіокнига), Танезакі Атсумі (аніме)
Віце-президент літературного клубу, подруга дитинства Шінтаро. Шінтаро має до неї почуття, і нещодавно вона стала його дівчиною.
Шінтаро Тамакі (яп. 玉木 慎太郎, Tamaki Shintarō)
Сейю: Шума Коное (аудіокнига), Юсуке Кобаясі (аніме) (оригінал), Ethan Gallardo (англійський дубляж)
Президент літературного клубу, в якого закохана Чіка. Однак він не має романтичних почуттів до Чіки, натомість закоханий у Кото.
Сосуке Хакамада (яп. 袴田 草介, Hakamada Sōsuke)
Сейю: Тайра Ямаучі (аудіокнига), Рьота Осака (аніме)
Ще один однокласник Кадзухіко, друг дитинства Анни та її давнє кохання.
Карен Хімемія (яп. 姫宮 華恋, Himemiya Karen)
Сейю: Азумі Вакі
Ще одна однокласниця Кадзухіко, дівчина Сосуке та суперниця Анни. Вона не знає, що Анна отримала відмову від Сосуке, і часто намагається знайти з нею спільну мову. Вона добра і добродушна дівчина, яка завжди турбується про інших і намагається подружитися з такими людьми, як Кадзухіко.
Міцукі Аяно (яп. 綾野 光希, Ayano Mitsuki)
Сейю: Чіакі Кобаяші
Ще один однокласник Кадзухіко, друг дитинства та кохання Лемен. У молодості він відчував почуття до Лемен, але не зовсім розумів, що це було, і так і не зізнався, вважаючи себе негідним її через її популярність. Наразі він зустрічається з Чіхаєю Асагумо, але все ще підтримує добрі стосунки з Лемен.
Чіхая Асагумо (яп. 朝雲 千早, Asagumo Chihaya)
Сейю: Рейна Уеда
Ще одна однокласниця Кадзухіко, дівчина Міцукі. Вона та Лемен стають хорошими подругами пізніше, хоча іноді Чіхая не може не турбуватися, чи не зраджує їй Міцукі.

#### Учнівська рада
Хібарі Хокобару (яп. 放虎原 ひばり, Hōkobaru Hibari)
Сейю: Хірокі Нанамі
Чинна президентка учнівської ради та кузина Хірото. Кадзухіко зауважує, що за її гідною та красивою зовнішністю ховається незграбна, легковажна особистість.
Тіара Басорі (яп. 馬剃 天愛星, Basori Tiara)
Сейю: Суміре Морохоші
Віцепрезидентка учнівської ради. Вона усвідомлює свої низькі оцінки в школі.
Юмеко Шікія (яп. 志喜屋 夢子, Shikiya Yumeko)
Сейю: Чіка Анзай
Секретарка учнівської ради. Її описують як «дівчину-зомбі» через її манеру одягатися та сприйняту особистість. Передбачається, що вона має захворювання, яке сприяє її млявості, оскільки одного разу її порівнюють з холоднокровною істотою. Вона є однією з найкращих учениць свого року і дуже вправна у виконанні роботи учнівської ради, незважаючи на її фізичний стан.
Хірото Сакурай (яп. 桜井 ひろと, Sakurai Hiroto)
Скарбник учнівської ради та кузен Хібарі.

## Медіа
Серія ранобе «Too Many Losing Heroines!», написана Такібі Амаморі та проілюстрована Імігімуру, почала виходити під імпринтом Gagaga Bunko видавництва Shogakukan 21 липня 2021 року . Станом на 18 липня 2024 року було видано сім томів та один том з оповіданнями. У липні 2023 року офіційний Twitter-акаунт ранобе оголосив, що серія отримала ліцензію на видання англійською мовою, хоча видавець не був названий. У лютому 2024 року компанія Seven Seas Entertainment оголосила, що вони отримали ліцензію на серію.
Аудіокнига за мотивами серії почала виходити 20 вересня 2023 року. У ній взяли участь сейю Удзава Сьотаро, Хоннідзумі Ріна, Ямаіті Макі, Сібата Мей, Сірата Чіхіро, Кеакі Ватанабе, Шума Коное, Юріе Ігома, Кірі Камасава та Тайра Ямаучі, всі належать до агентства 81 Produce. Наразі вийшло два томи аудіокниги.
| №   | Дата виходу       | ISBN                   |
| --- | ----------------- | ---------------------- |
| 1   | 21 липня 2021     | ISBN 978-4-09-453017-9 |
| 2   | 18 листопада 2021 | ISBN 978-4-09-453041-4 |
| 3   | 19 квітня 2022    | ISBN 978-4-09-453064-3 |
| 4   | 18 жовтня 2022    | ISBN 978-4-09-453094-0 |
| 5   | 17 березня 2023   | ISBN 978-4-09-453118-3 |
| 6   | 18 грудня 2023    | ISBN 978-4-09-453164-0 |
| 7   | 18 липня 2024     | ISBN 978-4-09-453197-8 |
| SSS | 18 липня 2024     | ISBN 978-4-09-453201-2 |
| 8   | 19 травня 2025    | ISBN 978-4-09-453242-5 |

### Манґа
Манґа-адаптація, проілюстрована Ітачі, почала серіалізацію на вебсайті Shogakukan's Ura Sunday та в застосунку MangaOne 29 квітня 2022 року. Станом на 10 січня 2025 року розділи манґи були зібрані в чотирьох томах танкобон.
У лютому 2024 року компанія Seven Seas Entertainment оголосила, що вони також отримали ліцензію на манґу.
| № | Дата виходу    | ISBN                   |
| - | -------------- | ---------------------- |
| 1 | 12 жовтня 2022 | ISBN 978-4-09-851336-9 |
| 2 | 18 серпня 2023 | ISBN 978-4-09-852674-1 |
| 3 | 18 липня 2024  | ISBN 978-4-09-853388-6 |
| 4 | 10 січня 2025  | ISBN 978-4-09-853801-0 |

### Аніме
Аніме-серіал був анонсований у грудні 2023 року. Його виробництвом займалася компанія Aniplex, анімацією — студія A-1 Pictures, режисером виступив Сотаро Кітамура. Сценарій написав Масахіро Йокотані, дизайн персонажів розробив Тецуя Кавакамі, а музику — Кана Утатане. Серіал транслювався з 14 липня по 29 вересня 2024 року на Tokyo MX та інших мережах.
Відкривальну пісню «Tsuyogaru Girl» (яп. つよがるガール, «Дівчина, що прикидається сильною») виконали BotchiBoromaru за участі Mossa з Necry Talkie. Кілька завершальних пісень виконали «програвші героїні» в такому порядку: перша — кавер на пісню Hitomi «Love 2000» у виконанні Хікару Тоно (як її персонаж Анна Янамі); друга — кавер на пісню Kylee «Crazy For You» у виконанні Сіон Вакаями (як її персонаж Лемен Якішіо); і третя — кавер на пісню Yui «Feel My Soul» у виконанні Момоки Терасави (як її персонаж Чіка Комарі).
Crunchyroll транслював серіал по всьому світу за межами Азії, включаючи Індійський субконтинент. Англійський дубляж, створений у Коппеллі під керівництвом Хелени Уолстром, вийшов 27 липня 2024 року. Plus Media Networks Asia ліцензувала серіал у Південно-Східній Азії та транслювала його на Aniplus Asia.
За словами редактора серії ранобе Івааси, обговорення аніме-адаптації розпочалося ще до публікації першого тому серії. 12-й і останній епізод був оригінальним епізодом, написаним Такібі Амаморі.
Другий сезон був анонсований під час заходу, присвяченого аніме-серіалу, 6 квітня 2025 року.

#### Серії
| № серії | Назва серії | Режисер(и)                       | Режисер(и) анімації            | Оригінальна дата показу |
| --- | --- | -------------------------------- | ------------------------------ | ----------------------- |
| 1 | «Стиль програшу професійної подруги дитинства Анни Янамі» Транслітерація: «Puro Osananajimi Yanami Anna no Make-ppuri» (яп. プロ幼馴染八奈見杏菜の負けっぷり) | Сотаро Кітамура                  | Сотаро Кітамура                | 14 липня 2024           |
| Кадзухіко Нукумідзу, який вважає себе «фоновим персонажем» і любить ранобе, випадково стає свідком того, як його популярну однокласницю Анну Янамі відкидає її друг дитинства. Анна, будучи «програвшою героїнею», «змушує» Кадзухіко оплатити її рахунок у ресторані та регулярно ділиться з ним своїми переживаннями. Вона також знайомить його з іншими дівчатами, які пережили подібні розчарування у коханні, зокрема з Лемен Якішіо та Чікою Комарі. Згодом Кадзухіко починає емоційно підтримувати цих дівчат, що допомагає йому самому відкритися та знайти справжніх друзів. | |                                  |                                |                         |
| 2 | «Обіцяна невдача для тебе» Транслітерація: «Yakusoku Sareta Haiboku o Kimi ni» (яп. 約束された敗北を君に) | Юкі Ватанабе                     | Сотаро Кітамура                | 21 липня 2024           |
| Кадзухіко випадково замикається з Лемен у шкільній коморі, де вона просить його поради щодо Міцукі, і вони ледь не отримують тепловий удар. Пізніше Кадзухіко та Анна допомагають Лемен у літературному клубі, де виявляється, що Міцукі вже зустрічається з Чіхаєю, розбиваючи Лемен серце. Друзі підтримують її, запрошуючи до клубу та на вечерю. Лікар Сайо Конукі зауважує динаміку стосунків навколо Кадзухіко і бачить, як Лемен, незважаючи на розчарування, знову знаходить мотивацію.                                                                                       | |                                  |                                |                         |
| 3 | «Програна битва ще до початку» Транслітерація: «Tatakau Mae Kara Maketeiru» (яп. 戦う前から負けている) | Комао Юкіхіро                    | Сінітіро Усідзіма              | 28 липня 2024           |
| Літературний клуб проводить табір на пляжі, де Анна приєднується, щоб уникнути сімейної зустрічі. Поки Кадзухіко підтримує Лемен, яка сумує через Міцукі, Шінтаро вражений романом Чіки. Під час вечірніх розваг Чіка ледь не обпікається бенгальським вогнем, але Шінтаро рятує її. Відчуваючи вдячність, Чіка зізнається йому у своїх почуттях і запрошує на побачення, шокуючи всіх присутніх. | |                                  |                                |                         |
| 4 | «Коли вдивляєшся в програвшу героїню, програвша героїня вдивляється у тебе» Транслітерація: «Make Hiroin o Nozoku Toki, Make Hiroin mo Mata Anata o Nozoiteiru Noda» (яп. 負けヒロインを覗く時、負けヒロインもまたあなたを覗いているのだ)                                                                         | Цуйосі Тобіта                    | Сотаро Кітамура                | 4 серпня 2024           |
| Після зізнання Чіки, Шінтаро просить час, що призводить до непорозумінь та болю для дівчат. Кадзухіко дізнається про почуття Кото до Шінтаро і бачить, як Чіка мужньо приймає відмову, залишаючись їхньою подругою. Чутки про стосунки Кадзухіко та Анни змушують його розірвати з нею зв'язки, але після зіткнення з Сосуке, Анна підтверджує свої почуття. Зрештою, Кадзухіко та Анна відновлюють дружбу, розмовляючи про стосунки та зізнання. | |                                  |                                |                         |
| 5 | «Асагумо Чіхая збилася зі шляху» Транслітерація: «Asagumo Chihaya wa Madowaseru» (яп. 朝雲千早は惑わせる) | Аяко Коно                        | Масакадзу Обара                | 11 серпня 2024          |
| Анна заявляє, що змирилася зі стосунками Сосуке та Карен, хоча Кадзухіко сумнівається. Згодом вони стають свідками того, як Лемен і Міцукі проводять час разом, а Чіхая за ними шпигує, підозрюючи зраду. Чіхая просить Кадзухіко та Анну допомогти їй розібратися в намірах Міцукі. Під час спроби з'ясувати правду, їхня шпигунська місія переривається, коли Міцукі несподівано з'являється у книгарні. | |                                  |                                |                         |
| 6 | «Нехай той, хто ніколи не був покинутим, першим кине камінь у програвшу героїню» Транслітерація: «Furareta Koto no Nai Mono Dake Ga, Make Hiroin ni Ishi o Nagenasai» (яп. 振られたことのない者だけが、負けヒロインに石を投げなさい)                                                                              | Юкі Ватанабе & Амагаеру          | Юкі Ватанабе & Мотокі Наканісі | 18 серпня 2024          |
| Міцукі та Кадзухіко з'ясовують, що обидва просили дівчат про поради щодо стосунків, що призводить до музейного візиту за участі Анни. Там Лемен випадково зізнається у своїх почуттях до Міцукі, шокуючи всіх і тікаючи. Кадзухіко та Чіхая переживають за Лемен, і група вирушає до її бабусі, щоб підтримати її. Лемен, схоже, почувається краще, цінуючи присутність друзів. | |                                  |                                |                         |
| 7 | «Інша сторона щасливого кінця» Транслітерація: «Happīendo no Mukōgawa» (яп. ハッピーエンドの向こう側) | Юдай Сімізу                      | Сотаро Кітамура                | 25 серпня 2024          |
| Анна та Кадзухіко обговорюють важливість відкритості у почуттях після інциденту з Лемен. Лемен хвилюється, що її зізнання зруйнує стосунки Міцукі та Чіхаї, але згодом розмовляє з ними обома. Міцукі зізнається, що також мав почуття до Лемен у минулому. Зрештою, Лемен змиряється зі своїми почуттями та залишається друзями з Міцукі та Чіхаєю, їхні стосунки міцнішають. | |                                  |                                |                         |
| 8 | «Якщо ти в біді, не соромся звернутися за порадою» Транслітерація: «Oko Marideshitara Kon Saru ni» (яп. おこまりでしたらコンサルに) | Акійосі Ватарі                   | Акійосі Ватарі                 | 1 вересня 2024          |
| Шінтаро та Кото вирішують передати керівництво літературним клубом Кадзухіко та Чіці після шкільного фестивалю, щоб підвищити впевненість останньої. Анна підтримує Чіку, розуміючи її бажання справити враження на Шінтаро. Разом вони розробляють план для стенда, присвяченого їжі та літературі, і заручаються підтримкою Сайо як радника. Під час подачі заявки до учнівської ради, Кадзухіко зустрічає Хібарі Хокобару, яка обіцяє пильно стежити за їхнім клубом. | |                                  |                                |                         |
| 9 | «Вчителька думала, що це пляма на стелі чи щось таке... Будь ласка, продовжуйте.» Транслітерація: «Sensei wa Tenjō no Shimi ka Nankada to Omotte, Tsuzuki o Dōzo» (яп. 先生は天井の染みかなんかだと思って、続きをどうぞ)                                                                                          | Комао Юкіхіро                    | Кей Оікава                     | 8 вересня 2024          |
| Під час підготовки до шкільного фестивалю, Чіка, незважаючи на занепокоєння Кадзухіко, відмовляється від допомоги, прагнучи самостійно впоратися з обсягом роботи. Однак вона хворіє, і Кадзухіко з друзями беруть на себе підготовку виставки, щоб вона могла відпочити. Експозиція стає проявом вдячності Чіки літературному клубу, і Анна зауважує, що Чіка готова рухатися далі від Шінтаро. Кадзухіко також помічає, як Сайо їх записує. | |                                  |                                |                         |
| 10 | «Думаю, ще зарано прощатися» Транслітерація: «Sayōnara ni wa Hayasugiru» (яп. さようならには早すぎる) | Цуйосі Тобіта                    | Тацуя Муракамі                 | 15 вересня 2024         |
| Чіка, вражена виставкою літературного клубу, дякує Кадзухіко та його друзям за допомогу. Після успішного завершення шкільного фестивалю, Шінтаро готується залишити клуб, а Кото запевняє Кадзухіко в його здатності допомогти Чіці на новій посаді. Чіка переживає, що втратить свої почуття до Шінтаро, але Кадзухіко допомагає їй усвідомити цінність її минулого кохання, навіть без взаємності. | |                                  |                                |                         |
| 11 | «Поговоримо про відповідальність» Транслітерація: «Kekka Sekinin Nitsuite no Hanashi o Shiyō ka» (яп. 結果責任についての話をしようか) | Кічіро Мурасе & Кадзукі Кавагісі | Сотаро Кітамура                | 22 вересня 2024         |
| Кадзухіко намагається допомогти Чіці підготуватися до зустрічі президентів клубів, але його гіперопіка призводить до конфлікту. У день зустрічі, коли Чіка не справляється, Кадзухіко, попри її бажання, бере відповідальність на себе, оголошуючи себе президентом клубу. Це викликає гнів Чіки, яка переживає страх залишитися на самоті. Зрештою, Кадзухіко запевняє її, що вона не одна, і Чіка приймає його лідерство, довіряючи йому. | |                                  |                                |                         |
| 12 | «Невже я просто якийсь недосвідчений вискочка, який з'являється в останньому епізоді з героїнею-невдахою?» Транслітерація: «Ore wa Hyottoshite, Saishū Banashi de Hiroin no Yoko ni iru, Pottode no Mobukyara na no Darō ka» (яп. 俺はひょっとして、最終話でヒロインの横にいる、ポッと出のモブキャラなのだろうか) | Акіхіто Судо & Сотаро Кітамура   | Акіхіто Судо                   | 29 вересня 2024         |
| Анна, сумуючи через відсутність хлопця, звертається до Кадзухіко, і разом із літературним клубом вони розробляють план створення для неї фейкового хлопця. Вони влаштовують для Анни імпровізоване побачення в парку розваг. Під час поїздки на колесі огляду Кадзухіко радить Анні не квапити події та дозволити стосункам розвиватися природно, після чого Анна вирішує зробити перерву в пошуках. Однак, їхня розмова наодинці викликає підозри у Лемен та Чіки, які починають розпитувати їх про те, що відбувалося.                                                              | |                                  |                                |                         |

### Інші
Серія співпрацювала з другим томом манґи Midori Obiya «Starting Today, We're Childhood Friends», а також мала численні колаборації з Зоопарком та ботанічним парком Тойохасі та JR Tōkai.

## Сприйняття
У виданні щорічного довідника ранобе «Kono Light Novel ga Sugoi!» від Takarajimasha за 2022 рік серія посіла 18-те місце у категорії бункобон та 11-те місце у категорії нових робіт. У 2025 році вона зайняла перше місце у категорії бункобон.

### Нагороди
| Рік  | Нагорода                      | Категорія                                  | Номінант                                             | Результат | Прм.          |
| ---- | ----------------------------- | ------------------------------------------ | ---------------------------------------------------- | --------- | ------------- |
| 2025 | 11-та Anime Trending Awards   | Найкраще аніме року                        | Too Many Losing Heroines!                            | Номінація | [ 47 ] [ 48 ] |
| 2025 | 11-та Anime Trending Awards   | Найкращий чоловічий персонаж               | Kazuhiko Nukumizu                                    | Номінація | [ 47 ] [ 48 ] |
| 2025 | 11-та Anime Trending Awards   | Найкращий жіночий персонаж                 | Anna Yanami                                          | Номінація | [ 47 ] [ 48 ] |
| 2025 | 11-та Anime Trending Awards   | Найкращий адаптований сценарій             | Too Many Losing Heroines!                            | Номінація | [ 47 ] [ 48 ] |
| 2025 | 11-та Anime Trending Awards   | Найкраща анімація                          | Too Many Losing Heroines!                            | Номінація | [ 47 ] [ 48 ] |
| 2025 | 11-та Anime Trending Awards   | Найкращий у дизайні персонажів             | Too Many Losing Heroines!                            | Номінація | [ 47 ] [ 48 ] |
| 2025 | 11-та Anime Trending Awards   | Найкраща режисура та розкадровка епізодів  | 12 серія                                             | Номінація | [ 47 ] [ 48 ] |
| 2025 | 11-та Anime Trending Awards   | Найкращі сцени та ефекти                   | Too Many Losing Heroines!                            | Номінація | [ 47 ] [ 48 ] |
| 2025 | 11-та Anime Trending Awards   | Найкращий акторський склад                 | Too Many Losing Heroines!                            | Номінація | [ 47 ] [ 48 ] |
| 2025 | 11-та Anime Trending Awards   | Пісня-відкриття року                       | «Tsuyogaru Girl» у виконанні BotchiBoromaru та Mossa | Номінація | [ 47 ] [ 48 ] |
| 2025 | 11-та Anime Trending Awards   | Фінальна пісня року                        | «Love 2000» виконана Хікару Тоно                     | Номінація | [ 47 ] [ 48 ] |
| 2025 | 11-та Anime Trending Awards   | Комедійне аніме року                       | Too Many Losing Heroines!                            | Перемога  | [ 47 ] [ 48 ] |
| 2025 | 11-та Anime Trending Awards   | Романтичне аніме року                      | Too Many Losing Heroines!                            | Номінація | [ 47 ] [ 48 ] |
| 2025 | 11-та Anime Trending Awards   | Найкраще акторське виконання - жіноча роль | Хікару Тоно у ролі Анни Янамі                        | Перемога  | [ 47 ] [ 48 ] |
| 2025 | 9-та Crunchyroll Anime Awards | Найкращий роман                            | Too Many Losing Heroines!                            | Номінація | [ 49 ]        |
| 2025 | 9-та Crunchyroll Anime Awards | Найкраща повсякденність                    | Too Many Losing Heroines!                            | Перемога  | [ 49 ]        |